# La Unión Mercantil (Ceuta)
La Unión Mercantil fue un periódico español editado en la ciudad de Ceuta a principios del siglo XX. 
Periódico independiente, órgano de la opinión pública en general y defensor de los intereses de la zona. Este semanario vio la luz por primera vez el 30 de octubre de 1915. Fue su fundador el abogado José Encina Candebat, que también era Concejal y Secretario General de la Cámara de Comercio. Tenía cuatro páginas y 43,5 x 31 cm. Se imprimía en los talleres de Rafael Gámez Borrajo. Entre sus colaboradores, destacan Eduardo Mayorga García, también directivo de la Cámara de Comercio y Alejandro Callejas Pons. En 1917, fue sustituido por «La Unión Mercantil e Industrial de Ceuta»